# Epizeuxis concisa
Epizeuxis concisa là một loài bướm đêm trong họ Noctuidae.